# Taraneh Alidoosti
Taraneh Alidoosti (in persiano ترانه عليدوستی‎; Teheran, 12 gennaio 1984) è un'attrice iraniana.

## Biografia
Nata a Teheran, è figlia dell'ex calciatore Hamid Alidoosti e della scultrice Nadereh Hakimelahi.
Inizia la carriera cinematografica a 17 anni come protagonista del film Man, taraneh, panzdah sal daram di Rasoul Sadrameli. L'interpretazione le vale l'apprezzamento della critica e il premio di miglior attrice al Locarno Festival del 2002,  mentre il film ottiene invece il premio speciale della giuria del Festival. Nel 2006 subisce la morte del fratello durante le riprese di Čahāršanbe Sūrī. Selettiva nella scelta delle collaborazioni artistiche e distintasi tra le attrici più note e richieste del proprio Paese, nel corso degli anni intraprende un fortunato sodalizio cinematografico con Asghar Farhadi, che la dirige in diversi film drammatici. 
Il 26 gennaio 2017 l'attrice annuncia il boicottaggio dei Premi Oscar 2017: protagonista a fianco di Shahab Hosseini de Il cliente – vincitore del Premio Oscar al miglior film in lingua straniera –, motiva il gesto come protesta alle politiche sull'immigrazione volute dal nuovo presidente americano Donald Trump, che impedivano l'ingresso negli Stati Uniti ai cittadini provenienti da Paesi a maggioranza islamica tra cui Iran, Iraq, Libia, Somalia, Sudan, Siria e Yemen.
Nel novembre 2018 fa parte della giuria del 31º Festival di Tokyo, presieduta dal regista filippino Brillante Mendoza.
Il 17 dicembre 2022 è stata tratta in arresto dalla polizia iraniana per il sostegno dato alle proteste nel Paese, fatto che ha provocato molteplici istanze pubbliche di liberazione. Il 4 gennaio 2023 è stata rimessa in libertà.

### Vita personale
Nel 2011 ha sposato il connazionale Ali Mansoor, con il quale ha avuto una figlia di nome Hannah. Nel 2016 la coppia annuncia la separazione.

## Filmografia

### Attrice

#### Cinema
- Man, taraneh, panzdah sal daram, regia di Rasul Sadrameli (2002)
- Šahr-e zibā, regia di Asghar Farhadi (2003)
- Čahāršanbe Sūrī, regia di Asghar Farhadi (2006)
- Canaan, regia di Mani Haghighi (2007)
- Shirin, regia di Abbas Kiarostami (2008)
- Zandegi ba cheshmane baste, regia di Rasul Sadrameli (2008)
- Tardid, regia di Varuzh Karim-Masihi (2009)
- About Elly (Darbāre-ye Elly), regia di Asghar Farhadi (2009)
- Raz Dasht Taran, regia di Hatef Alimardani e Mohammad Lotfali (2009)
- Harchi khoda bekhad, regia di Navid Mihandoust (2010)
- Entehaye khiyabane hashtom, regia di Alireza Amini (2013)
- Asemane Zarde Kam Omgh, regia di Bahram Tavakoli (2013)
- Paziraie sadeh, regia di Mani Haghighi (2013)
- Zendegi moshtarak-e aghaye mahmoodi va banoo, regia di Rouhollah Hejazi (2013)
- Estérahaté Motlagh, regia di Abdolreza Kahani (2014)
- Madare ghalb atomi, regia di Ali Ahmadzadeh (2015)
- Il cliente (Forušande), regia di Asghar Farhadi (2016)
- Leila e i suoi fratelli (Barādarān-e Leylā), regia di Saeed Roustayi (2022)

#### Televisione
- Shahrzād – serie TV (2015-2016)

### Doppiatrice
- Maznawi Jamshid wa Khorshid, regia di Behrooz Yaghmaian (2005)